# Cor Veldhoen

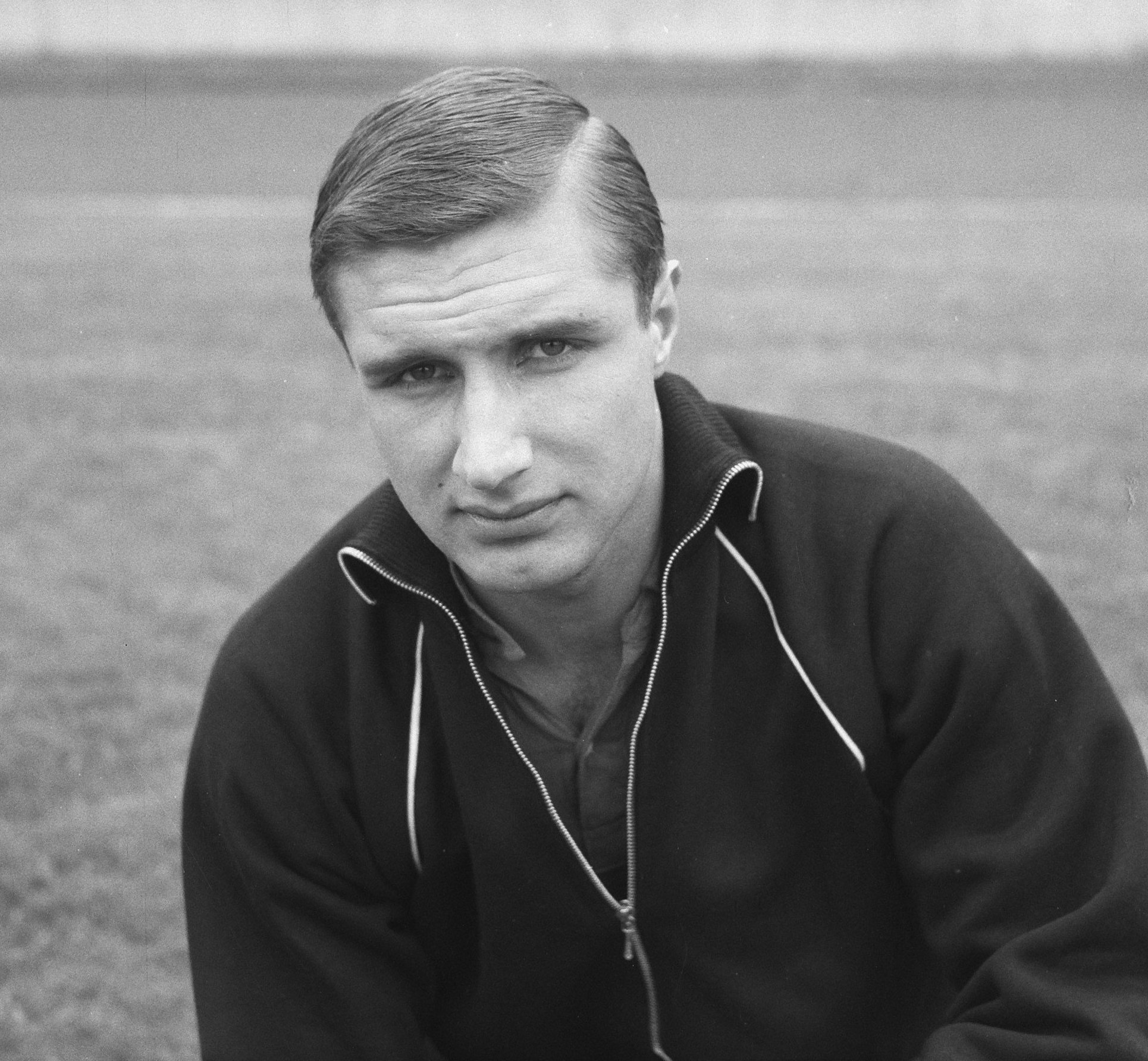
Cor Veldhoen, 1961

Cor Veldhoen (* 6. April 1939 in Rotterdam; † 11. Oktober 2005 ebenda) war ein niederländischer Fußballspieler.
Cor Veldhoen gab 1956 als Siebzehnjähriger sein Debüt in der ersten Mannschaft von Feyenoord Rotterdam. In den 1960er Jahren war er einer der erfolgreichsten niederländischen Fußballer. Der Linksverteidiger gewann mit Feyenoord 1961, 1962, 1965 und 1969 die Meisterschaft, 1965 und 1969 auch den niederländischen Pokal. In 380 Ligaspielen erzielte er zwei Tore. 
Zwischen 1961 und 1967 wurde er zudem 27 Mal in die Niederländische Fußballnationalmannschaft berufen. Unter der Führung des rumänischen Nationaltrainers Elek Schwartz debütierte er am 14. Mai 1961 beim WM-Qualifikationsspiel gegen die DDR (1:1 in Leipzig) für die Niederlande.
1970 beendete er seine Karriere – dem Jahr, bei der Feyenoord den Europapokal der Landesmeister gewann.